# Opernhaus Oslo

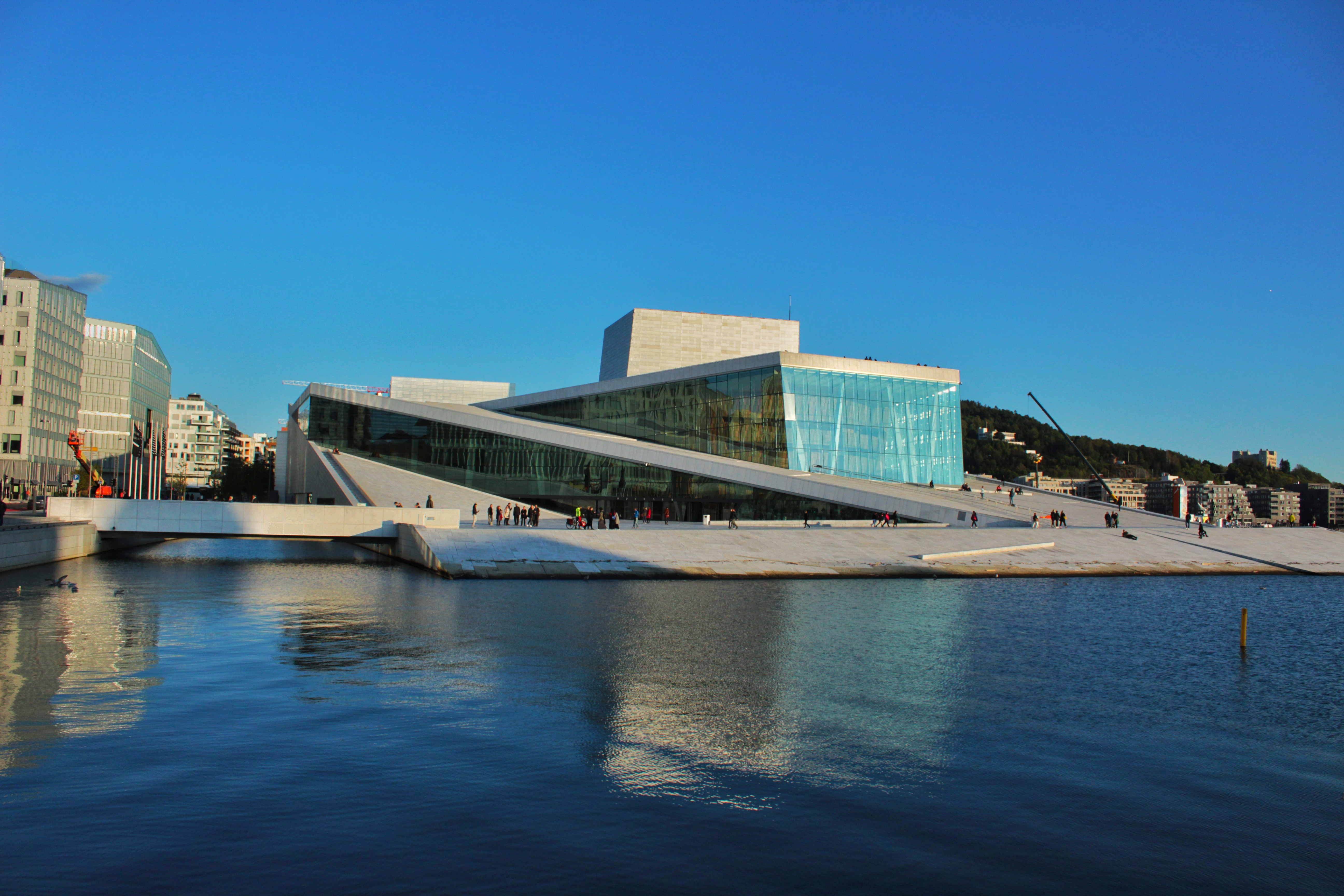
Opernhaus Oslo, 2019

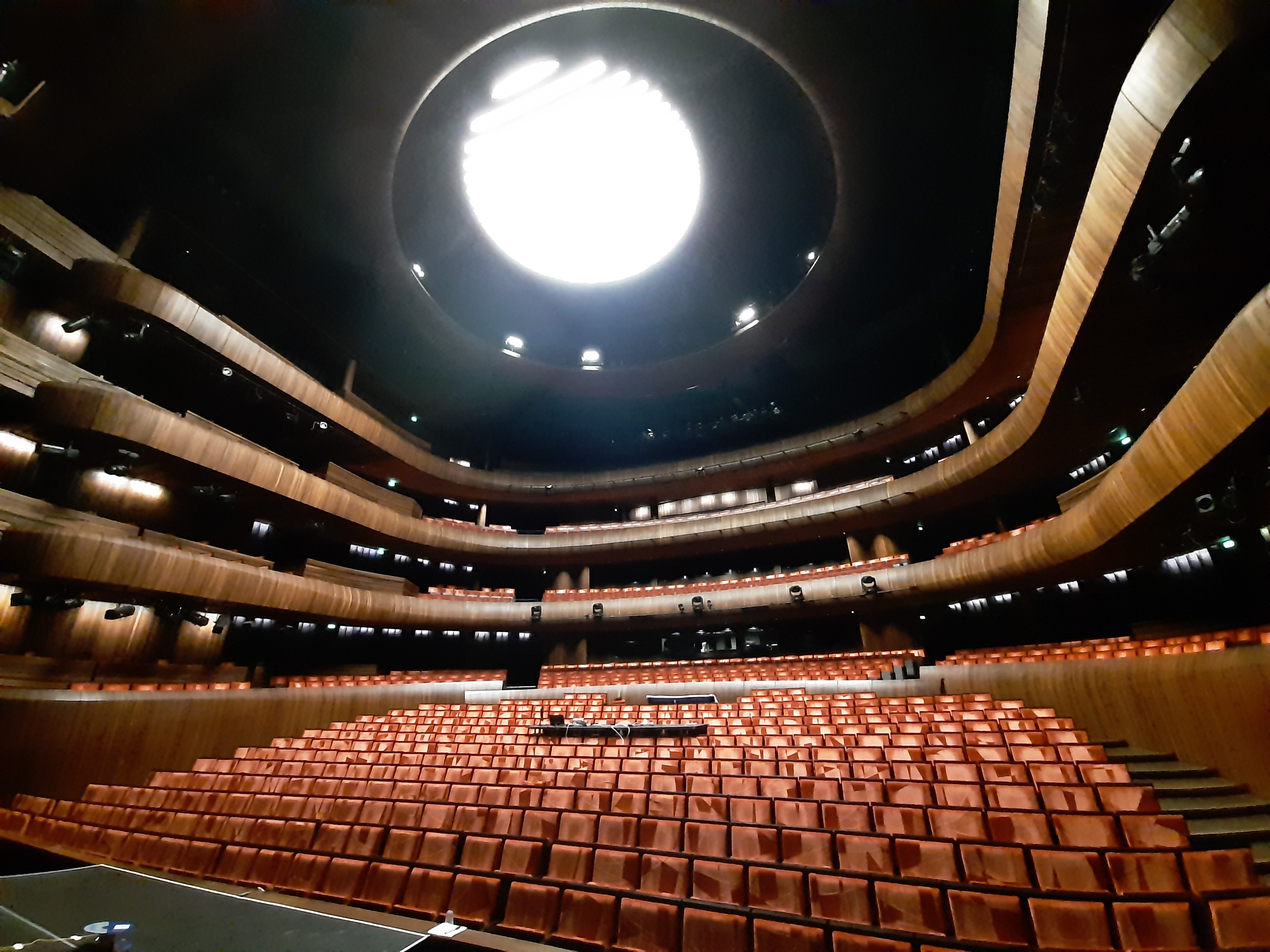
Großer Saal

Das Neue Opernhaus in Oslo ist seit April 2008 die Spielstätte der Norwegischen Oper.

## Geschichte
Über den Bau eines neuen Opernhauses in Oslo war bereits Jahrzehnte diskutiert worden, bevor 1998 die ersten Pläne für ein Gebäude aus Beton, Marmor, Glas und Holz veröffentlicht wurden. Nachdem zwei Alternativstandorte am ehemaligen Westbahnhof und im alten Folketeaterbygningen verworfen worden waren, entschied das norwegische Storting am 15. Juni 1999, dass die neue Oper ähnlich wie das Sydney Opera House unmittelbar am Hafen entstehen soll. Geplant ist, dass sie sich allmählich zum Mittelpunkt des neuen Stadtteils Bjørvika südöstlich des Osloer Hauptbahnhofes entwickelt.
Der erste Spatenstich auf dem Grundstück der ehemaligen Nylands mekaniske verksted erfolgte am 17. Februar 2003, die Grundsteinlegung im Herbst 2004. Die Fertigstellung des Gebäudes war zunächst für den September 2008 geplant, aufgrund der zügigen Bauarbeiten konnte die Eröffnung jedoch um fünf Monate vorverlegt werden. Es entstanden Baukosten (ohne Einrichtung) in Höhe von 4,356 Milliarden norwegischen Kronen, was nach damaligem Umrechnungskurs etwa 548 Millionen Euro entsprach.

## Architektur
Die neue Oper gilt als größtes norwegisches Kulturprojekt der Nachkriegszeit. Das einem treibenden Eisberg nachempfundene Gebäude wurde vom norwegischen Architekturbüro Snøhetta („Schneekappe“), das schon die neue Bibliothek von Alexandria in Ägypten konzipiert hatte – mit Christoph Kapeller als Design Leader und Project Director – entworfen und gebaut. Das Opernhaus ist 110 Meter breit, 207 Meter lang und verfügt auf einer Fläche von 38.500 Quadratmetern über mehr als 1.100 Innenräume. Von den drei Spielflächen ist die Hauptbühne mit 1358 Sitzplätzen für das Publikum die größte.
Der Große Saal gleicht in Form, Größe und Struktur dem der Semperoper in Dresden. Das war eine Auflage des Bauherren. Tief dunkel geöltes Eichenholz beherrscht das Innere des Saales. In ihm befindet sich Norwegens größter Kronleuchter, den Snøhetta in Kooperation mit dem Hadeland Glassverk schuf. Er hat einen Durchmesser von sieben Metern und wiegt 8,5 Tonnen; 8.500 Leuchtdioden sorgen für das Licht.
Die Fassade des Gebäudes besteht zu 90 Prozent aus weißem italienischen Carrara-Marmor und zu zehn Prozent aus norwegischem Granit, der in Rennebu abgebaut wurde. Die architektonischen Grundlinien ernteten von der Fachwelt einhellig Lob. Umstritten ist jedoch der massive Einsatz der verwendeten Marmorsorte, für die allein 57 Millionen Kronen (circa 6,4 Millionen Euro) aufgewendet worden waren. Bereits vor der Eröffnung hatte sich ein größerer Teil der 36.000 Marmorplatten leicht gelblich verfärbt.
2009 wurde das Architekturbüro für den Entwurf des Opernhauses mit dem Mies van der Rohe Award for European Architecture ausgezeichnet.

## Skulptur im Hafenbecken
Seit Mai 2010 liegt im Hafenbecken ca. 60 m vor der Oper die weiße Skulptur Hun ligger/She lies. Die Skulptur der in Berlin lebenden italienischen Künstlerin Monica Bonvicini ist den aufgetürmten Eismassen auf dem Gemälde Das Eismeer von Caspar David Friedrich nachempfunden, hat die Maße 17 × 16 × 12 m und wurde aus Stahl und Glas angefertigt.

## Eröffnung
Eröffnet wurde die neue Oper am 12. April 2008. Die Zeremonie wurde live im norwegischen Fernsehen ausgestrahlt und im ganzen Land als kulturelles Großereignis gefeiert. Für die Einweihung vor knapp 1400 Gästen war auch Bundeskanzlerin Angela Merkel aus Deutschland angereist. Sie beobachtete das Geschehen gemeinsam mit König Harald V., Königin Sonja, Repräsentanten der Königshäuser in Dänemark und Schweden sowie den Ministerpräsidenten aus Island und Finnland als Ehrengast. An der Eröffnungsgala waren 20 Gesangssolisten und 60 Tänzer beteiligt; dargeboten wurden unter anderem Auszüge aus Richard Wagners Oper Der Fliegende Holländer. Da sich die komplizierte Bühnentechnik nicht rechtzeitig installieren ließ, musste die ursprünglich für den Eröffnungsabend bestellte Oper In 80 Tagen um die Welt des norwegischen Komponisten Gisle Kverndokk um mehr als ein Jahr verschoben werden.

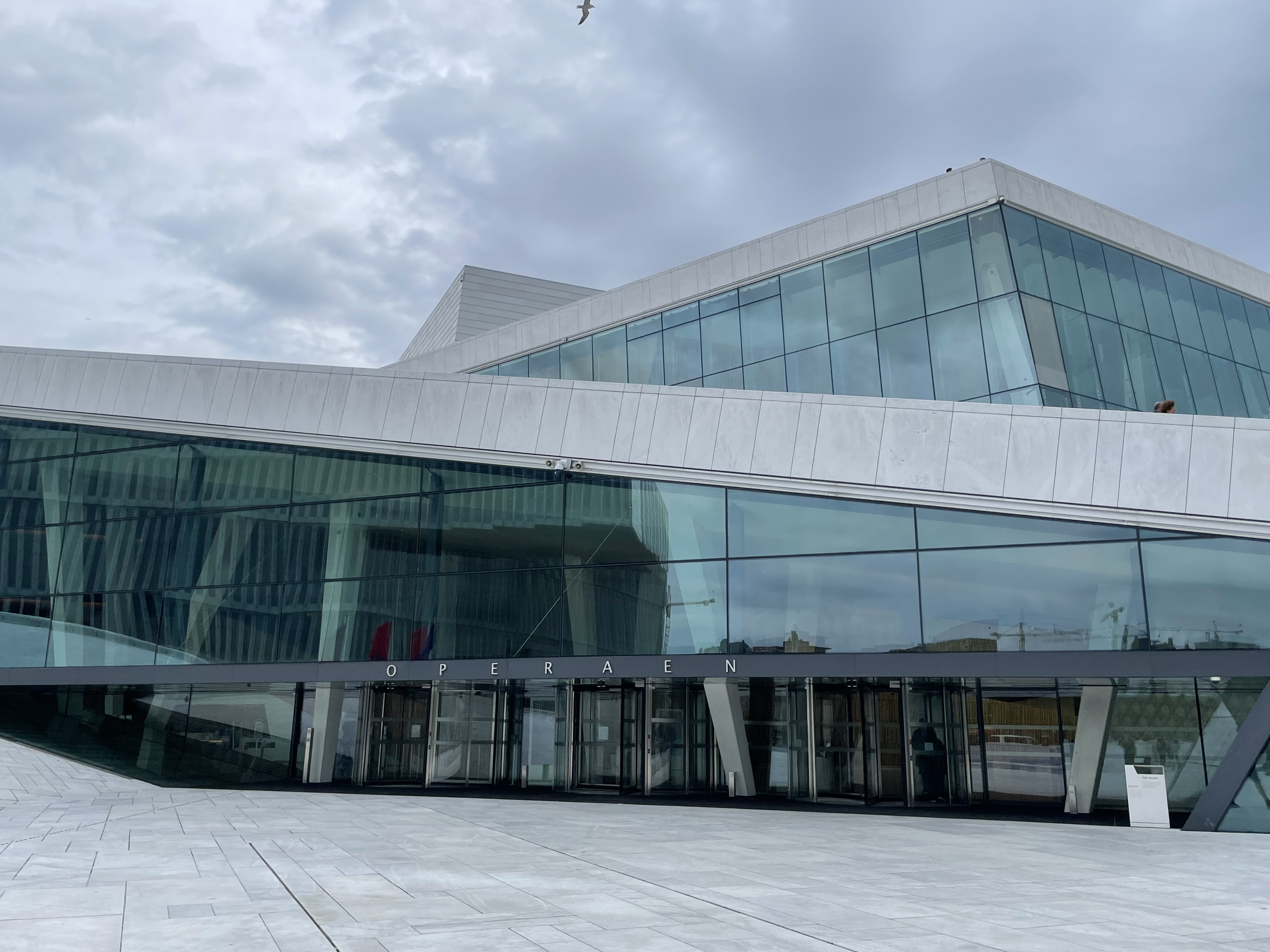
Eingangsbereich
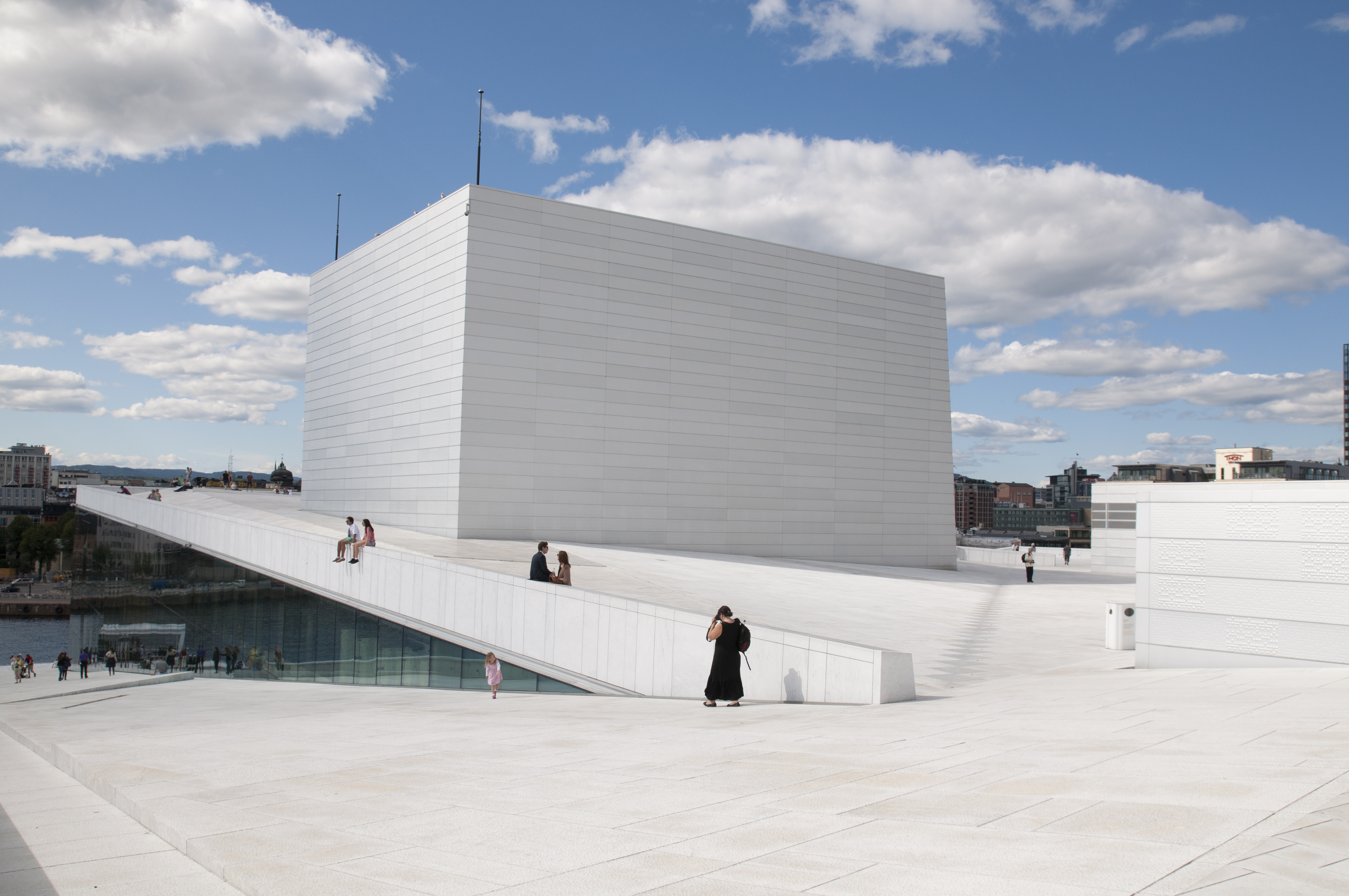
Dach
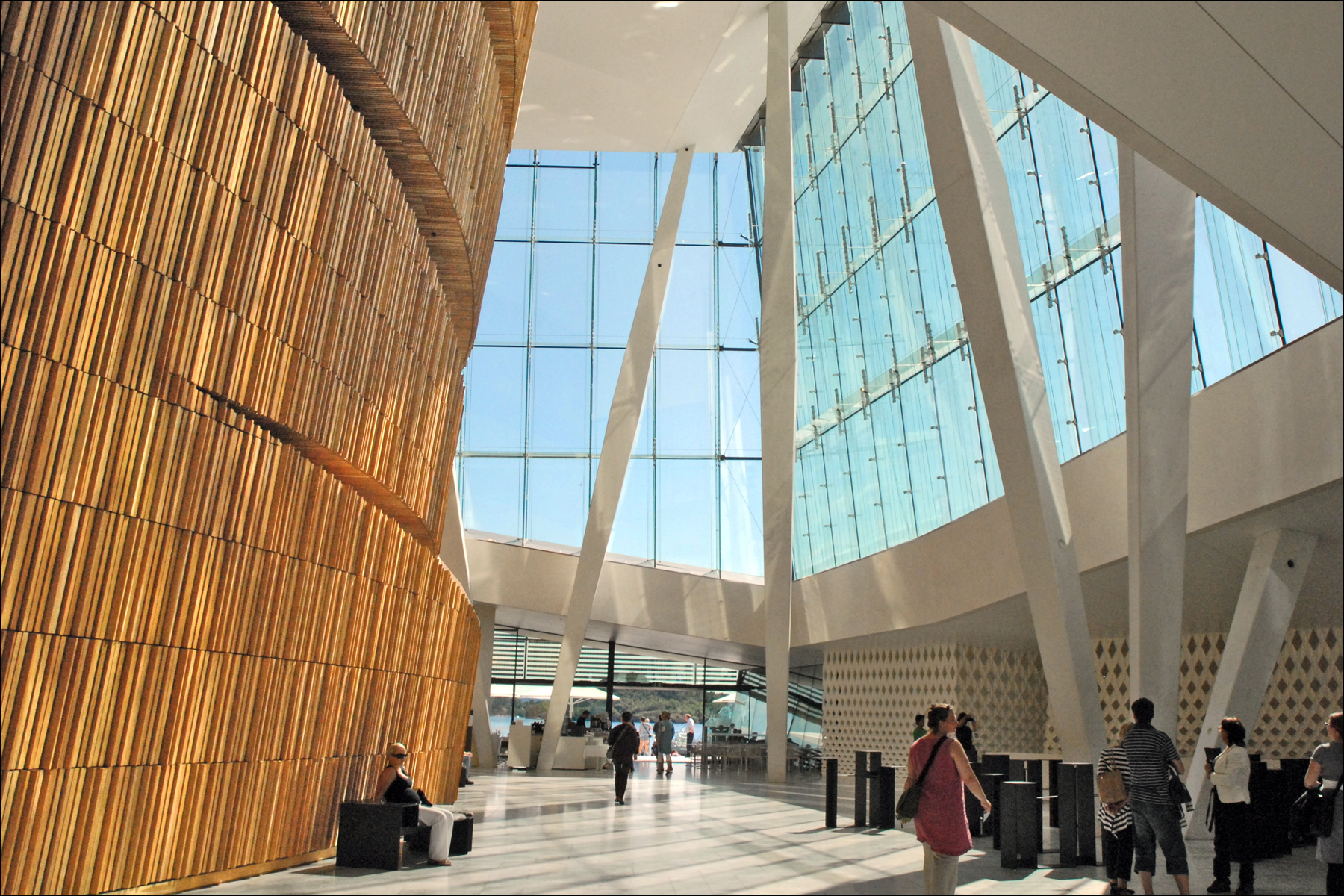
Foyer
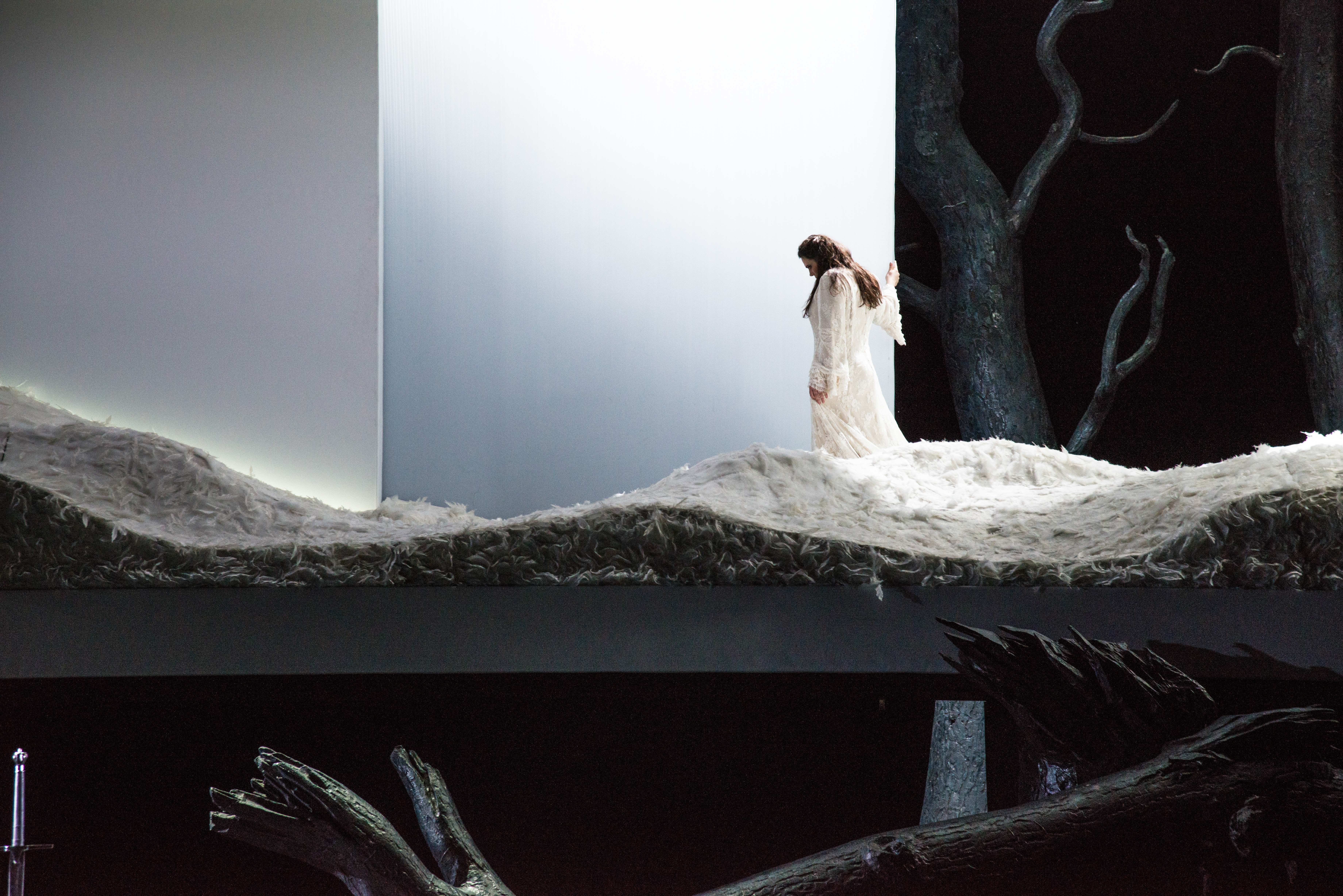
Lohengrin, 2015